# A Mathematical Theory of Communication

A Mathematical Theory of Communication, paru en 1948, est un article du mathématicien américain Claude Shannon qui a fondé la théorie de l'information. Shannon l'a aussi publié comme partie du livre : The Mathematical Theory of Communication, où son texte, inchangé, est précédé d'un chapitre de Warren Weaver.

## Description
L'article A Mathematical Theory of Communication est publié en deux parties en 1948, dans les numéros de juillet et d'octobre du Bell System Technical Journal,,. Il constitue le fondement théorique de la théorie de l'information et, par ricochet, il a marqué la théorie des télécommunications. Shannon a ensuite, en 1949, publié le livre The Mathematical Theory of Communication, plus tard publié en livre de poche en 1963. Le titre subit un léger changement, passant de A Mathematical Theory... à The Mathematical Theory..., c'est-à-dire de « Une théorie mathématique... » à « La Théorie mathématique... ». Le livre comprend également un article rédigé par Warren Weaver, qui offre un aperçu de récents développements de la théorie.

Diagramme de Shannon d'un système de communications général, qui présente le processus de création d'un message.

L'article de Shannon a notablement influencé l'étude de la transmission et de la réception de l'information,. Il a été cité plus de 150 000 fois. Il pose les éléments de base de la théorie de la communication :
- une source d'information, qui produit un message[10] ;
- un transmetteur (transmitter), qui encode le message dans le but de créer un signal à envoyer dans un canal[10] ;
- un canal, le médium qui transporte le signal et donc l'information du message[11] ;
- du bruit (noise), qui dégrade la qualité du signal[11] ;
- un récepteur (receiver), qui décode le signal dans le but de remettre le message[11] ;
- une destinataire (destination), une personne ou un objet, pour laquelle le message a été conçu[11].

Dans l'article, il introduit le mot « bit » (qu'il attribue au mathématicien John Tukey) en tant qu'unité d'information. Shannon développe les concepts d'entropie de Shannon et de redondance.
Les notions proposées par Shannon ont été popularisées (après relecture par Shannon) par John Robinson Pierce dans son ouvrage de vulgarisation An Introduction to Information Theory : Symbols, Signals, and Noise.

## Éditions
Le livre a été réimprimé de nombreuses fois par l'University of Illinois Press. Le Sudoc note : « Autres tirages : 1952, 1953, 1954, 1956, 1957, 1958, 1959, 1962 (9e), 1963, 1964 1971, 1972, 1975, 1980. - Première édition brochée : 1963 ».
Dans une des réimpressions, les éditeurs de l'University of Illinois Press écrivent :
« Rapidement publié sous la forme d'un livre, [The Mathematical Theory of Communication] a été publié quatre fois en couverture rigide et seize fois en couverture souple. C'est un travail à la fois révolutionnaire, étonnant par son anticipation et son actualité. L'University of Illinois Press est heureuse et honorée de publier cette réimpression commémorative d'une œuvre classique. »
Le livre a été traduit en français sous le titre :
- Théorie mathématique de la communication, préface d'Abraham André Moles, traduction de Jacques Cosnier, G. Dahan et S. Economidès, édition Retz, Paris, 1975[14]

et aussi en allemand et en italien :
- Mathematische Grundlagen in der Informationstheorie. Übersetzt von Helmut Dressler. Oldenbourg, München 1976.  (ISBN 3-486-39851-2)
- La teoria matematica delle comunicazioni, Etas Kompass, Milano, 1971.

### Citations originales
1. ↑  « Republished in book form shortly thereafter, [The Mathematical Theory of Communication] has since gone through four hardcover and sixteen paperback printings.  It is a revolutionary work, astounding in its foresight and contemporaneity.  The University of Illinois Press is pleased and honored to issue this commemorative reprinting of a classic. »